# Joakim Svenheden
Lars Hjalmar Joakim Svenheden, född 28 juli 1961 i Gävle, är en svensk violinist. Han är son till Karl-Erik Svenheden.
Svenheden växte upp i Söderhamn, där han gick i kommunala musikskolan, varefter han avlade solistdiplom vid Kungliga Musikhögskolan i Stockholm 1984. Han tjänstgjorde därefter bland annat som förste konsertmästare i Norrköpings Symfoniorkester. 1992 till 2000 var han förste konsertmästare i London Philharmonic Orchestra, varefter han hösten 2000 återvände till Sverige, som förste konsertmästare vid Kungliga Filharmoniska Orkestern i Stockholm. Svenheden framträder också ofta som solist och är även verksam som lektor vid Kungliga Musikhögskolan i Stockholm.

## Diskografi
- Shostakovich Symphony No.15, Etc., EMI 1998
- Duo a Piacere - Musik för violin och gitarr, Naxos 2004 (Mats Bergström, gitarr; Joakim Svenheden, violin)
- Shostakovich - The Complete Symphonies, EMI 2006